# Poseidonios
Poseidonios fra Apamiea (i Syrien) var en polyhistor og filosof, der levede ca. 135 f.Kr. - 51 f.Kr. Filosofisk var han tæt knyttet til den stoiske skole.
Poseidonios grundlagde en skole på Rhodos omkring 97 f.Kr. Her hørte blandt andre Cicero ham undervise i år 78 f.Kr.
Hans mest omfattende vision var en monistisk opfattelse af hele universet, inklusive dets åndelige side, som ét stort hierarkisk fornuftsmæssigt system. Han lærte, at der var en overensstemmelse mellem verdensfornuften og verdensånden. Her var mennesket fysisk set det højeste væsen, men åndeligt det laveste.
Poseidonios holdt sig på god fod med den romerske elite og blev belønnet med muligheden for at rejse vidt omkring for at foretage sine studier indenfor stort set alle hans tids videnskabelige områder.
Cicero krediterede Poseidonios for at have skabt et instrument på linje med Antikythera-mekanismen, som måske var protomodellen for denne.